# The War at Home (film, 1979)
Pour les articles homonymes, voir The War at Home.
Pour plus de détails, voir Fiche technique et Distribution.
The War at Home (que l’on pourrait traduire par La Guerre à la maison) est un film documentaire américain réalisé par Barry Alexander Brown et Glenn Silber, sorti en 1979.
Le film, relatif au mouvement pacifiste dans la localité de Madison, dans le Wisconsin durant la guerre du Viêt Nam, retrace les événements qui se sont déroulés sur le campus de l'Université du Wisconsin à Madison. On y parle par exemple de l’attentat à la bombe du Sterling Hall, un centre de recherche travaillant pour l’Armée, qui tua le chercheur Robert Fassnacht.
The War at Home fut nommé lors de la 52e cérémonie des Oscars en Février 1980 dans la catégorie « Documentary (Feature) »  ainsi qu'aux Academy Awards en tant que « Meilleur documentaire » . Il a été projeté hors compétition lors de la Berlinale 2008.

## Fiche technique
- Titre : The War at Home
- Titre original :
- Réalisation :	  Barry Alexander Brown, Glenn Silber
- Documentation :  Sherman Grinberg
- Photographie :  Richard March
- Montage :  Chuck France
- Producteurs :  Barry Alexander Brown, Glenn Silber
- Société de production :  Catalyst Media, Wisconsin Educational Television Network
- Société de distribution :  New Front Films
- Pays d'origine :   États-Unis
- Langue :  Anglais
- Format : Noir et blanc et Couleur — 35 mm — Son : Mono
- Genre :  Film documentaire
- Durée : 100 minutes (1 h 40)
- Dates de sortie :
  - États-Unis : 12 octobre 1979 (Madison, Wisconsin)
  - Portugal : septembre 1980 (Figueira da Foz Film Festival)
  - Suède : 29 janvier 1981  (Festival international du film de Göteborg)
  - Allemagne : 9 février 2008 (Berlinale 2008)

## Distribution
- Karleton Armstrong : lui-même
- Betty Boardman : elle-même
- Allen Ginsberg : lui-même
- Henry Haslach : lui-même
- Gaylord Nelson : lui-même
- Wahid Rashad : lui-même
- Jim Rowen : lui-même
- Paul Soglin : lui-même
- Evan Stark : lui-même
- Jack von Mettenheim : lui-même
- H. Edwin Young : lui-même
- Maurice Zeitlin : lui-même
- Spiro Agnew : lui-même
- William Bablitch : lui-même
- John Connally : lui-même
- Ngo Dinh Diem : lui-même
- John Ehrlichman : lui-même
- Dwight D. Eisenhower : lui-même
- Wilbur Emory : lui-même
- Gerald Ford : lui-même
- Ernest Gruening : lui-même
- Alexander Haig : lui-même
- Hubert H. Humphrey : lui-même
- Lyndon B. Johnson : lui-même
- Robert Kastenmeier : lui-même
- John F. Kennedy : lui-même
- Ted Kennedy : lui-même
- Martin Luther King : lui-même
- Henry Kissinger : lui-même
- Warren Knowles : lui-même
- Dick Krooth : lui-même
- Melvin Laird : lui-même
- Le Duc Tho : lui-même
- Eugene McCarthy : lui-même
- George McGovern : lui-même
- Robert McNamara : lui-même
- Charlene Mitchell : elle-même
- Wayne Morse : lui-même
- Paul Newman : lui-même
- Richard Nixon : lui-même
- Donald O. Peterson : lui-même
- Gordon Roseleip : lui-même
- Robert Warren : lui-même
- William Westmoreland : lui-même